# Percy Jackson e gli dei dell'Olimpo: il furore della Dea
Il furore della Dea (Percy Jackson and the Olympians: Wrath of the Triple Goddess) è un romanzo fantasy di avventura dello scrittore statunitense Rick Riordan. È il settimo romanzo della serie Percy Jackson e gli dei dell'Olimpo e il secondo diThe Senior Year Adventures (trilogia che si svolge dopo gli eventi Eroi dell'Olimpo).

## Trama
Percy Jackson è in attesa di ricevere altri due incarichi da parte degli dèi dell'Olimpo, per ottenere delle lettere di raccomandazione che gli permetteranno di entrare nell'Università di Nuova Roma dopo il diploma. Una settimana prima di Halloween, Ecate, la dea della magia, incarica Percy di occuparsi della sua villa e dei suoi animali domestici - il segugio infernale Ecuba e la puzzola Gale -, in cambio di una lettera di raccomandazione, minacciandolo invece di morte in caso la deluda. Percy chiede l'assistenza della sua ragazza Annabeth Chase e del suo migliore amico, il satiro Grover Underwood. I tre decidono di approfittarne per organizzare una festa di Halloween nell'abitazione, invitando i ragazzi del Campo Mezzosangue.
Il primo giorno, Percy e Annabeth vanno a scuola lasciando Grover a occuparsi della casa, ma il satiro ingerisce una pozione dall'aspetto di frappé alla fragola che lo porta a distruggere l'abitazione e a far scappare Ecuba e Gale. La ricerca del segugio infernale porta Percy alle rovine di Troia: in passato Ecuba era stata regina di Troia, ridotta in schiavitù con il suo popolo dopo che i greci presero d'assalto la città e uccisero i suoi figli, occasione in cui venne trasformata da Ecate in un segugio infernale. Percy aiuta Ecuba ad affrontare il dolore per ciò che ha perso e ad accettare la sua nuova famiglia.
Mentre cercano Gale, Grover confessa a Percy la sua paura di essere lasciato indietro quando Percy e Annabeth partiranno per il college, venendo rassicurato dall'amico. I ragazzi scoprono che Gale è stata fatta prigioniera da tre naiadi, che usano le sue capacità da maga per creare pozioni. Tali naiadi erano assistenti di Circe e vogliono vendetta contro Percy e Annabeth, che colpevolizzano di aver distrutto la loro isola quando erano scappati dalla maga anni prima. Aiutando Gale a scappare, Percy apprende che in tempi antichi era stata una maga potente e benevola, osteggiata a causa della sua magia, finché Ecate non empatizzò con lei e la trasformò in una puzzola. Percy offre a Gale la possibilità di tornare umana, ma lei rifiuta e accetta di tornare da Ecate.
Ad Halloween, per riparare la villa, Percy, Annabeth e Grover usano le torce magiche di Ecate per evocare un esercito di fantasmi guidato da Peter Stuyvesant. Riescono nell'impresa, ma i fantasmi si ribellano perché Peter, un semidio figlio di Ecate, odia sua madre ritenendo che New York vada "epurata" dalla sua influenza pagana. I ragazzi sono aiutati dai compagni del Campo Mezzosangue a scacciare gli spiriti, dopodiché festeggiano Halloween nella villa di Ecate, ora riparata.
La mattina dopo, Ecate ritorna e consegna a Percy la lettera di raccomandazione. Percy decide comunque di raccontarle i problemi che hanno avuto, convincendola ad avere più fiducia a Ecuba e Gale e dare loro più libertà. Inoltre, la incita a riaprire la sua vecchia scuola di magia, che la dea aveva chiuso nel 1914 in seguito alla divisione dei suoi studenti a causa della prima guerra mondiale. La solitudine e i rimpianti di Ecate sono la vera ragione per cui la villa è così fatiscente e per cui respinge malamente potenziali giovani studenti, come successo a Sally Jackson, la madre di Percy, che avrebbe necessitato della guida della dea per gestire la sua capacità di vedere attraverso la Foschia.

## Pubblicazione
Il romanzo è stato annunciato da Riordan il 26 settembre 2023 in un evento di lancio per Il calice degli dei. Il 18 gennaio 2024, sono state annunciate la copertina e la data di uscita finale dell'opera. È stata confermata la presenza del segugio infernale di Percy, la signora O'Leary .